# Фоминський (Вілегодський район)
Фоминський (рос. Фоминский) — селище в Вілегодському районі Архангельської області Російської Федерації.
Населення становить 680 осіб. Входить до складу муніципального утворення Вілегодський муніципальний округ.

## Історія
До 2020 року входихо до складу муніципального утворення Селянське муніципальне утворення.

## Населення
| 2002 | 2010 | 2012 |
| ---- | ---- | ---- |
| 814  | ↘603 | ↗680 |